# Jim Seminoff
James Jack Seminoff, detto Jim (Los Angeles, 1º settembre 1922 – Mission Viejo, 12 giugno 2001), è stato un cestista statunitense, professionista nella BAA e nella NBA.